# Elephant
 Elephant és una pel·lícula estatunidenca dirigida per Gus Van Sant estrenada el 2003. Va guanyar la Palma d'Or.
Aquesta pel·lícula està subtitulada en català.

## Argument
La pel·lícula es basa en un fet real esdevingut el 1999, la massacre de Columbine, on dos adolescents van abatre, amb armes de foc, dotze dels seus companys d'escola i un professor. La vida quotidiana dels alumnes es tracta des de diferents angles que acaben enllaçant-se en esclatar la tragèdia. Es tracta d'una reconstrucció de la tragèdia que va commocionar la societat nord-americana.
Una jornada normal en un institut normal estatunidenc: els estudiants es dediquen a les seves ocupacions quotidianes, van a classe, fan fotografies, parlen de compres... i dos d'ells preparen una matança.

## Repartiment
- John Robinson: John McFarland
- Alex Frost: Alex
- Eric Deulen: Eric
- Elias McConnell: Elias
- Jordan Taylor, Carrie Finklea, Nicole George.

## Comentari
L'autor tracta l'assumpte d'una manera molt personal, tant en la narració com a la presentació dels personatges, el tractament de la imatge i la banda sonora. Intenta donar a aquest drama un abast més universal, posant l'espectador en un punt de vista subjectiu i emocional més que en una narració estructurada: el guió sense referència explícita a Columbine el diferencia de la versió de Michael Moore, Bowling for Columbine. La pel·lícula es desenvolupa en una narració no lineal, entestant-se a ensenyar els personatges, més que a demostrar, fins a la catarsi final, 

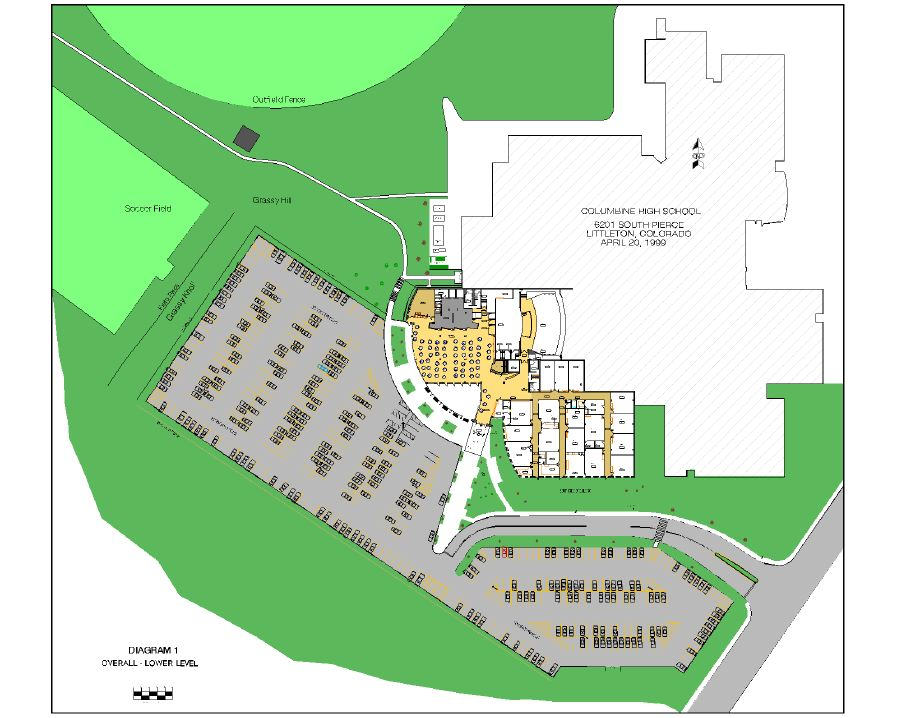
diagrama de planta de l'institut de Columbine

 sobretot gràcies a la utilització de la tècnica del "pla seqüència". Gus Van Sant s'entesta a través d'aquesta pel·lícula, no a ensenyar la violència, sinó a cercar-ne les arrels secretes: com es pot arribar a actes tan desraonats. Però l'autor es guarda bé de demostrar, enuncia tranquil·lament: l'absència patent dels pares, els videojocs agressius, l'adolescència, la facilitat propera, la venda lliure d'armes, els petits fets que conviden l'espectador a fer-se preguntes.

## Premis
- Palma d'Or 2003
- Premi de la posada en escena del Festival de Canes

### Nominacions
- César a la millor pel·lícula estrangera

## Vegeu també

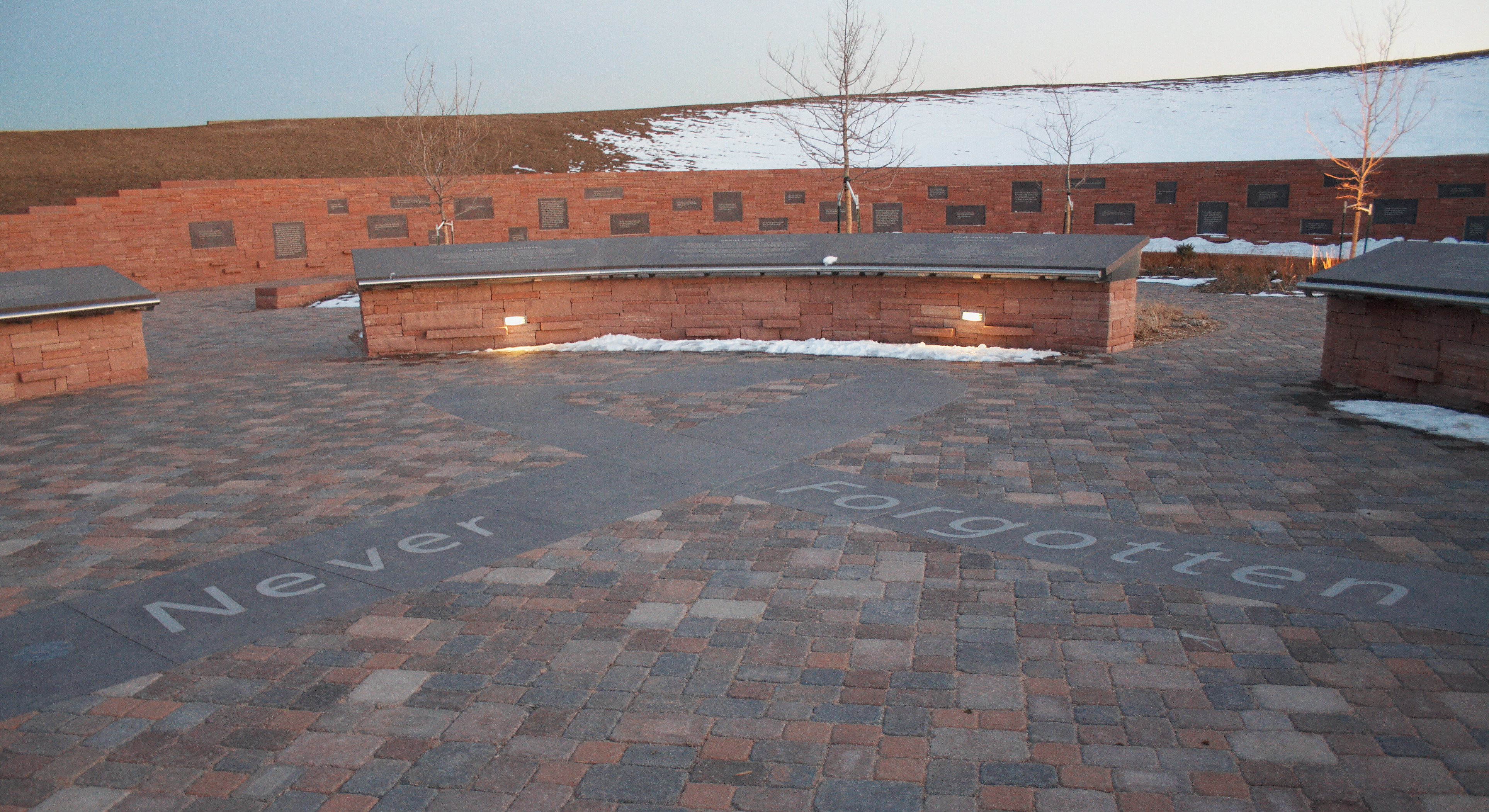
Columbine memorial